# میاستکو
میاستکو (به لاتین: Miastko) یک شهرک در لهستان است که در استان پومرانی واقع شده‌است.

## خصوصیات
میاستکو ۵٫۶۸ کیلومترمربع مساحت و ۱۰٬۷۳۸ نفر جمعیت دارد.

## خواهرخوانده
شهر باد فالینگ بوستل خواهرخواندهٔ میاستکو هست.